# Polokwane
Polokwane è una città del Sudafrica nordorientale, capoluogo della provincia del Limpopo, del distretto di Capricorn nonché dell'omonima municipalità locale.

## Storia
La città, nota "Pietersburg" fino al 2003, è stata sede dei Mondiali di calcio 2010 nello stadio Peter Mokaba (capienza 45.000 spettatori).

## Amministrazione

### Gemellaggi
- Reggio Emilia

## Sport

### Calcio
Le principali società calcistiche sono: Polokwane City, Marumo Gallants e Baroka.